# U-571
U-571 és una pel·lícula estatunidenca del 2000 dirigida per Jonathan Mostow, i protagonitzada per Matthew McConaughey, Bill Paxton, Harvey Keitel, Jack Noseworthy, Will Estes, i Tom Guiry.
En la pel·lícula, el submarí alemany U-571 és capturat per la tripulació d'un submarí nord-americà que intenten apoderar-se del codificador Enigma. De fet el veritable U-571 mai va ser capturat sinó enfonsat enfront d'Irlanda el gener de 1944.
L'acció transcorre durant l'any 1942, en l'oceà Atlàntic, si ben el film va ser rodat en el mar Mediterrani, en les proximitats del Laci i de l'illa de Malta. Ha estat doblada al català.

## Argument
El Capità de corbeta Mike Dahlgren (Bill Paxton) és el capità de l'S-33, un vell submarí estatunidenc de la Primera Guerra Mundial. Malgrat el vaixell és molt vell i presenta nombrosos desperfectes, pot ser una arma mortal si cau a les mans adequades. És el moment per oferir-li l'oportunitat que demostri que encara serveix per a alguna cosa mentre els Estats Units entren en la Segona Guerra Mundial.
El Tinent de Navili Andrew Tyler (Matthew McConaughey) és l'oficial que està a les ordres de Dahlgren com el seu segon de bord. En la nau, se li uneixen els seus companys, el Tinent de navili Pete Emmett (Jon Bon Jovi) i l'Alferes Larson (Matthew Settle). Tots els homes que han estat reclutats s'embarquen en l'S-33, incloent al Cap Klough (Harvey Keitel), al tècnic de ràdio Wentz (Jack Noseworthy), al cuiner Eddie (T.C. Carson), Trigger (Thomas Guiry), Mazzola (Erik Palladino), Tank (Dave Power), Griggs (Derk Cheetwood) i Rabbit (Will Estes).
Per ordre de l'almirall Duke (Burnell Tucker), el Tinent de navili Hirsch (Jake Weber) s'encarrega de la missió de l'S-33 amb el Comandant de Marines Coonan (David Keith). Una vegada que l'S-33 està en ple oceà, es fa saber en què consisteix la missió.
Un destructor anglès va informar haver atacat i probablement enfonsat un submarí alemany, el departament d'intel·ligència naval nord-americana creu que aquest submarí en realitat va ser danyat i no enfonsat en haver-hi després detectat una transmissió de ràdio alemanya des d'una posició ben determinada en l'oceà, i paral·lelament s'ha sabut que va salpar cap allí un submarí amb subministraments i mecànics des de França.
Com que no van poder entendre la transmissió, que estava xifrada amb el codi Enigma, la intel·ligència concep un enginyós pla per obtenir el transmissor Enigma i els seus materials annexos, pla que consisteix a enviar un submarí que es camuflarà prou com per fer-se passar pel submarí de proveïment enviat des de França, en una típica operació tipus "Cavall de Troia". La seva tripulació portarà un equip especial que envairà el submarí, capturarà a la tripulació, prendrà la màquina Enigma i l'enfonsarà, amb el benentès que quan arribi el submarí alemany aquest cregui que el submarí simplement es va enfonsar a causa dels seus danys. El submarí en problemes resulta ser l'U-571, un submarí nazi equipat amb Enigma.
Però alguna cosa surt malament: el submarí de proveïment arriba abans del previst i obre foc contra l'S-33, enfonsant-lo amb gairebé tota la seva tripulació i amb gairebé tots els presoners de la tripulació alemanya, quedant el Tinent de Navili Andrew Tyler (Matthew McConaughey), el Tinent de navili Pete Emmett (Jon Bon Jovi), el Cap Klough (Harvey Keitel), el tècnic de ràdio Wentz (Jack Noseworthy), el cuiner Eddie (T.C. Carson), Trigger (Thomas Guiry), Mazzola (Erik Palladino), Tank (Dave Power), Griggs (Derk Cheetwood) i Rabbit (Will Estes) en possessió de l'avariat U-571.
En aquesta situació han de fer funcionar el submarí i arribar a una posició on puguin demanar protecció aliada en total sigil perquè els alemanys no sospitin que el submarí va ser capturat i no enfonsat, i viuran algunes situacions de tensió.

## Repartiment
- Matthew McConaughey (Tinent Tyler)
- Bill Paxton (Capità Dalhgren)
- Harvey Keitel (cap Henry Klough)
- Jon Bon Jovi (Tinent Emmet)
- Jake Weber (Tinent Hirsh)
- David Keith (Comandant Coonan)
- Thomas Kretschmann (Kapitanleutnant Gunther Wasner)
- Erik Palladino (Anthony Mazzola)

## Al voltant de la pel·lícula
La pel·lícula de Jonathan Mostow està lleument basada en fets reals, però és una obra enterament de ficció, adaptada perquè la captura de la màquina Enigma sigui dirigida per nord-americans. Aquest fet va causar un profund disgust en el públic britànic. Abans dels crèdits finals pot llegir-se un breu text que esmenta, en caràcter de reconeixement, les captures reals de navilis que van permetre obtenir màquines i codis Enigma. Entre ells pot esmentar-se que al maig de 1941 els destructors de l'Armada Real Britànica HMS Bulldog i HMS Broadway van aconseguir capturar un dispositiu Enigma amb les claus secretes de comunicació nazis, que es trobava a bord del submarí alemany U-110 danyat pels destructors abans esmentats. Encara que és cert que al juny de 1944 els nord-americans van capturar un altre submarí, l'U-505, va ser l'abans esmentat el que va permetre desxifrar les comunicacions de l'enemic. Però va ser a través dels anglesos, els qui van acabar de desxifrar el codi Enigma.
També s'han fet crítiques al combat submarí entre el capturat U-571 i el submarí de proveïment, ja que això no seria possible perquè els submarins de proveïment no portaven armes i, ni encara menys, torpedes, i un combat entre submarins submergits utilitzant torpedes no hauria estat possible en aquella època.
També apareix en plena alta mar un avió patrulla que estaria massa lluny d'alguna base d'operacions des de la qual pogués operar.
Per a espectadors avisats, en la pel·lícula, cap al final, l'U-571 s'enfronta amb un destructor alemany, que no concorda amb els models de destructors utilitzats en aquell temps, ja que es tracta d'un model de vaixell nord-americà.